# Bol'šepanjuševo
Bol'šepanjuševo (in lingua russa Большепанюшево) è un centro abitato del Territorio dell'Altaj, situato nell'Alejskij rajon.